# 大光寺 (京都市)
大光寺（だいこうじ）は、京都市伏見区伯耆町にある浄土宗鎮西派の寺院。山号は藤澤山、院号は宝厳院。
本尊は安土桃山時代に春日大明神作と寺伝の阿弥陀如来像、江戸時代作の観音菩薩像、勢至菩薩像の阿弥陀三尊像。平安時代作の薬師如来像は耳と安産のお薬師様として知られる。また、その他にも五劫思惟阿弥陀像、日限地蔵菩薩像等の仏像を所蔵する。本山は、東山の華頂山浄土宗総本山知恩院。
開山は1260年、法然6代目の弟子、寛海による。室町時代の一時期には伏見殿（伏見御所）が焼失したために、栄仁親王（伏見宮家初代）やその子貞成親王（後崇光院）により伏見殿の仮御所となった。現在は大手筋商店街の中に位置する。

## 歴史
大光寺は、鎌倉時代の文応元年（1260年）に、浄土宗の開祖法然より6代孫弟子の空蔵房寛海により開基される。当初の寺名は大光明寺で、即成院のあった村（現在の伏見区桃山町松平武蔵）にあった。
文和年間（1352年 - 1356年）、広義門院西園寺寧子（後伏見天皇の女御）が、南西の地一帯（現在の伏見区桃山町泰長老）に新たに伽藍を拡張した。以後、臨済禅僧の入寺により、拡張後の大光明寺は禅刹（禅宗の寺）となる。
一方、松平武蔵の地に残った元寺は大光明寺の塔頭となり、宝厳院（ほうごんいん）と称す。宝厳院はその後、室町時代の一時期には伏見殿（伏見御所）が焼失したために、栄仁親王（伏見宮家初代）やその子貞成親王（後崇光院）により伏見殿の仮御所となる。
応仁の乱で大光明寺も荒廃の時期があったが、文禄の頃、豊臣秀吉により同地に指月伏見城が築城され、大光明寺は秀吉や徳川家康ほか諸大名の勧進により、相国寺山内に移されて「大光明院」と改名し再建された。この時、宝厳院はそのまま伏見に残る。移転後に大光明院は焼失し、明治時代に相国寺山内の「心華院」が「大光明寺」として再興される。
文禄元年（1592年）、大光明寺の相国寺移転に際して、宝厳院に中興荘蓮社厳譽が入寺、本山を浄土宗黒谷金戒光明寺に定めた。かつての寛海の浄土系大光明寺の法統を引き継ぎ、寺名は「大光明寺」から「明」の1字を削って新たに「大光寺」と改名。山号を「藤澤山（とうたくさん）」としている。
慶長・元和年中には、大光寺の末寺も増え中本山格となり、徳川家光の伏見城での将軍宣下とその後の伏見城廃城を機に、寛永元年（1624年）伏見奉行小堀政一（遠州）により、現在地の伯耆町（青山伯耆守屋敷跡）を替地として与えられた。翌寛永2年（1625年）円蓮社頓譽の代に、旧来の地には塔頭一寺を残し、精舎を現在地に移転する。残った松平武蔵にある塔頭はしばらくは「大光寺」のままであったが、後に宝厳院にちなんで「宝円寺」と改名し、大光寺の末寺となる。
江戸時代は境内で縁日や富籤（東山大仏や松尾大社の興行）が行われ、明治時代には勧進の京都相撲の興行なども行っていた。

### 伏見義民事件
天明期、大光寺の住持が伏見奉行小堀政方の悪政に悩まされ、伏見義民一揆を喚起する一要因となるような事件があった（『雨中之鑵子』）。

### 幕末新選組事件
一方、大光寺を菩提寺とする伏見奉行所の与力方もあり、その中には幕末に新選組の一隊士の凶刃によって絶命された与力もいた（『新選組覚え書』）。

### 梵鐘
当寺境内の西側にあった梵鐘は、太平洋戦争時に供出され、鐘楼は戦後破却された。その後、梵鐘が無事で返却されることとなったが、もはや当寺の鐘楼はなく、同じ浄土宗の寺院に寄贈することとなった。

### 新本堂建立
旧本堂は、老朽化のため平成元年（1989年）に全改築された。

### 薬師堂の移転
境内の東側にあった知恩院宮御門跡（華頂宮）の旧御殿を拝領し再建された旧薬師堂は、老朽化のため解体された。仏像や堂宇の装飾彫刻類は本堂に移設され、法親王の尊牌をお祀りする。

## 仏像

### 阿弥陀如来
來迎印の阿弥陀如来は木造寄木造り。寺伝によると、安土桃山時代に中興荘蓮社厳譽が奈良春日大社に参籠し、夢告により大明神より授かった神作と言われる。

### 観音菩薩
阿弥陀如来の「慈悲」をあらわす化身とされる。江戸時代作。

### 勢至菩薩
阿弥陀如来の「智慧」をあらわす化身とされる。江戸時代作。

### 薬師如来三尊像
薬師如来三尊像は、大和国三笠山の薬師寺にあったものを移したもので、長い年月の間で失われていた手がいつの間にか元通りになっていたことから「手接ぎの薬師」と呼ばれる。古くから安産と耳のご利益で信仰されている。他、十二神将。

### 十二支守本尊
本堂内には十二支守本尊仏がすべて安置されており、その中には平安時代作の大日如来像や後崇光院の御念持仏千手観音菩薩像もある。また、本堂前面には華頂宮拝領十二支蛙股彫刻が設置されている。 その他、境内には庚申堂があり、青面金剛仏像が安置されている。

### 五劫思惟阿弥陀如来像
阿弥陀仏が法蔵菩薩であった頃の姿。理想の浄土をどうしようかと考えていたことを頭を大きくすることで表現した仏像。寺伝によると、首は中国の善導大師の作であり、躰はそれに合わせて江戸時代に造られたものとされている。

### 日限地蔵立像
日を限ってお参りすることによって願いがかなう。だから日限り地蔵。諸願成就のご利益がある。古文書によると智証大師作と言われている。

### 四面石仏
鎌倉時代作。花崗岩製で高さ60cm、幅55cmの方形石。層塔塔身の残欠。四面に舟形光背を彫りくぼめ、如来が蓮華座に座す。もとは伏見城にあったとされている。
- 東：薬師如来
- 西：阿弥陀如来
- 南：釈迦如来
- 北：弥勒如来

## アクセス
所在地：京都市伏見区伯耆町1-1
- 京阪本線伏見桃山駅から徒歩5分、中書島駅から徒歩10分
- 近鉄京都線桃山御陵前駅から徒歩7分
- JR奈良線桃山駅から徒歩10分